# Bourg-Fidèle
Bourg-Fidèle is een gemeente in het Franse departement Ardennes (regio Grand Est). De plaats maakt deel uit van het arrondissement Charleville-Mézières. Bourg-Fidèle telde op 1 januari 2022 829 inwoners.

## Geografie
De oppervlakte van Bourg-Fidèle bedroeg op 1 januari 2022 14,79 vierkante kilometer; de bevolkingsdichtheid was toen 56,1 inwoners per km².
De onderstaande kaart toont de ligging van Boulzicourt met de belangrijkste infrastructuur en aangrenzende gemeenten.

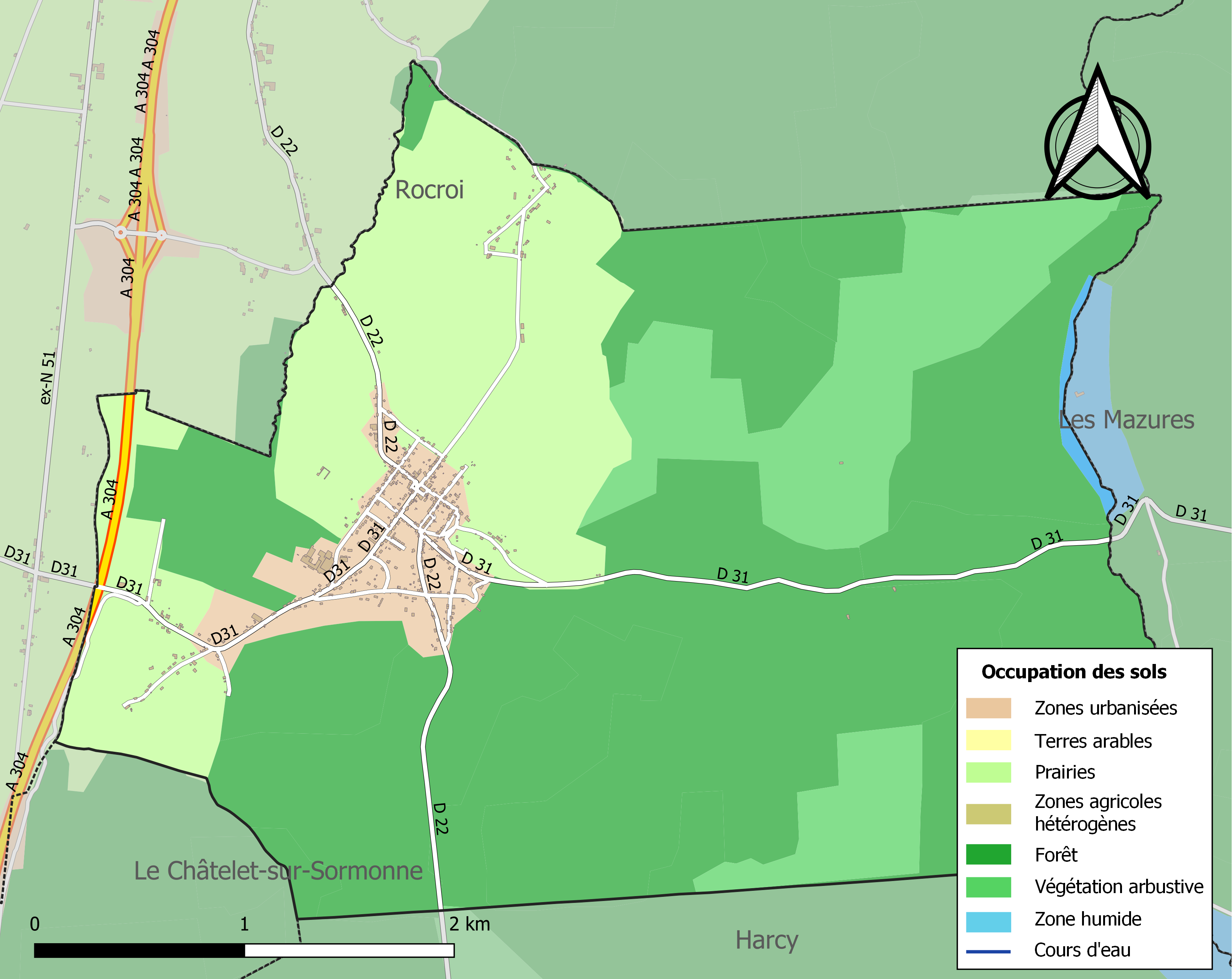

## Demografie
Onderstaande figuur toont het verloop van het inwonertal (bron: INSEE-tellingen).

Vanwege een beveiligingsprobleem met de MediaWiki Graph-software is het momenteel niet mogelijk deze grafiek weer te geven. Zodra de software is bijgewerkt zal de grafiek vanzelf weer zichtbaar worden.

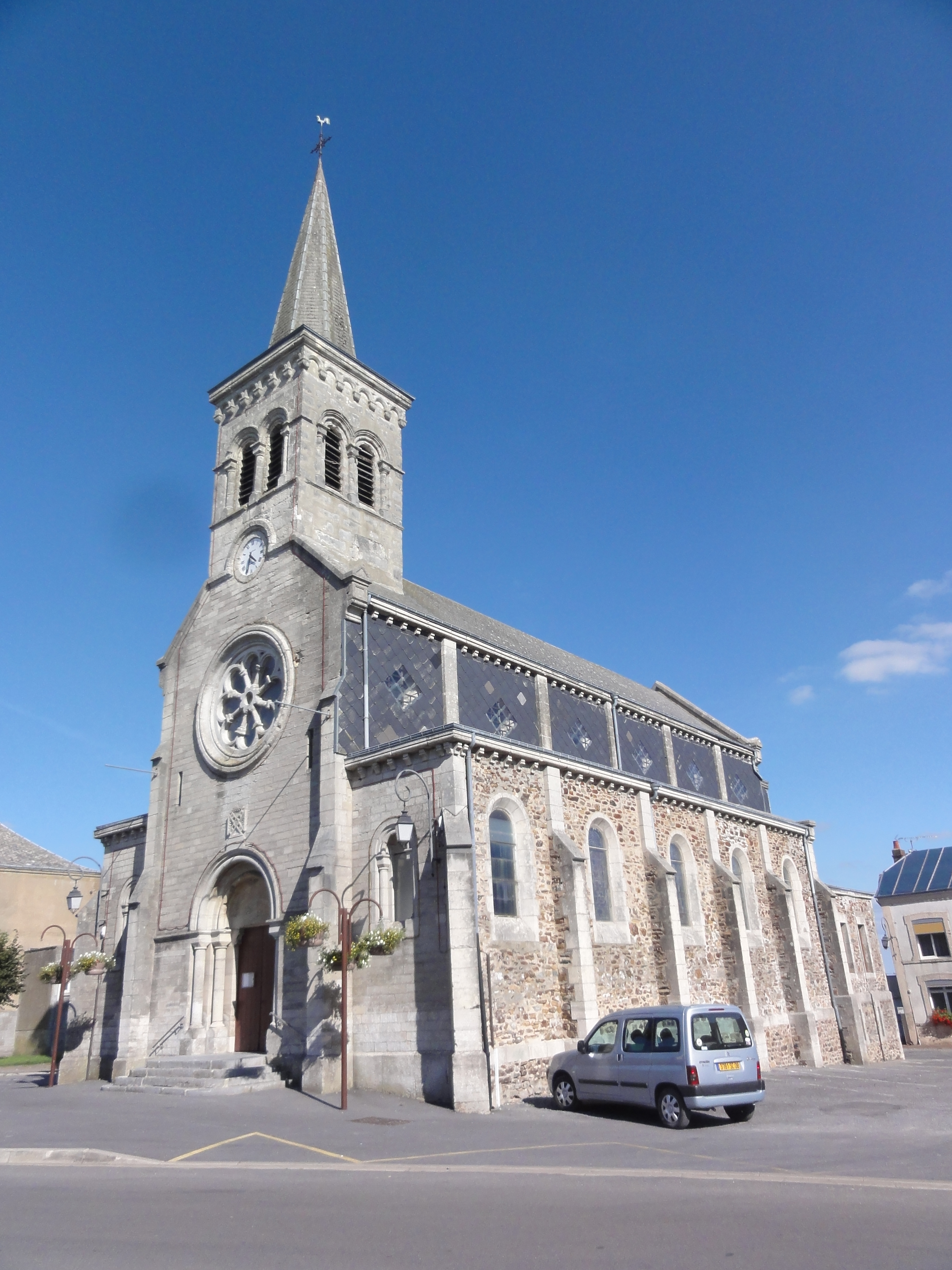
Kerk Saint-Martin
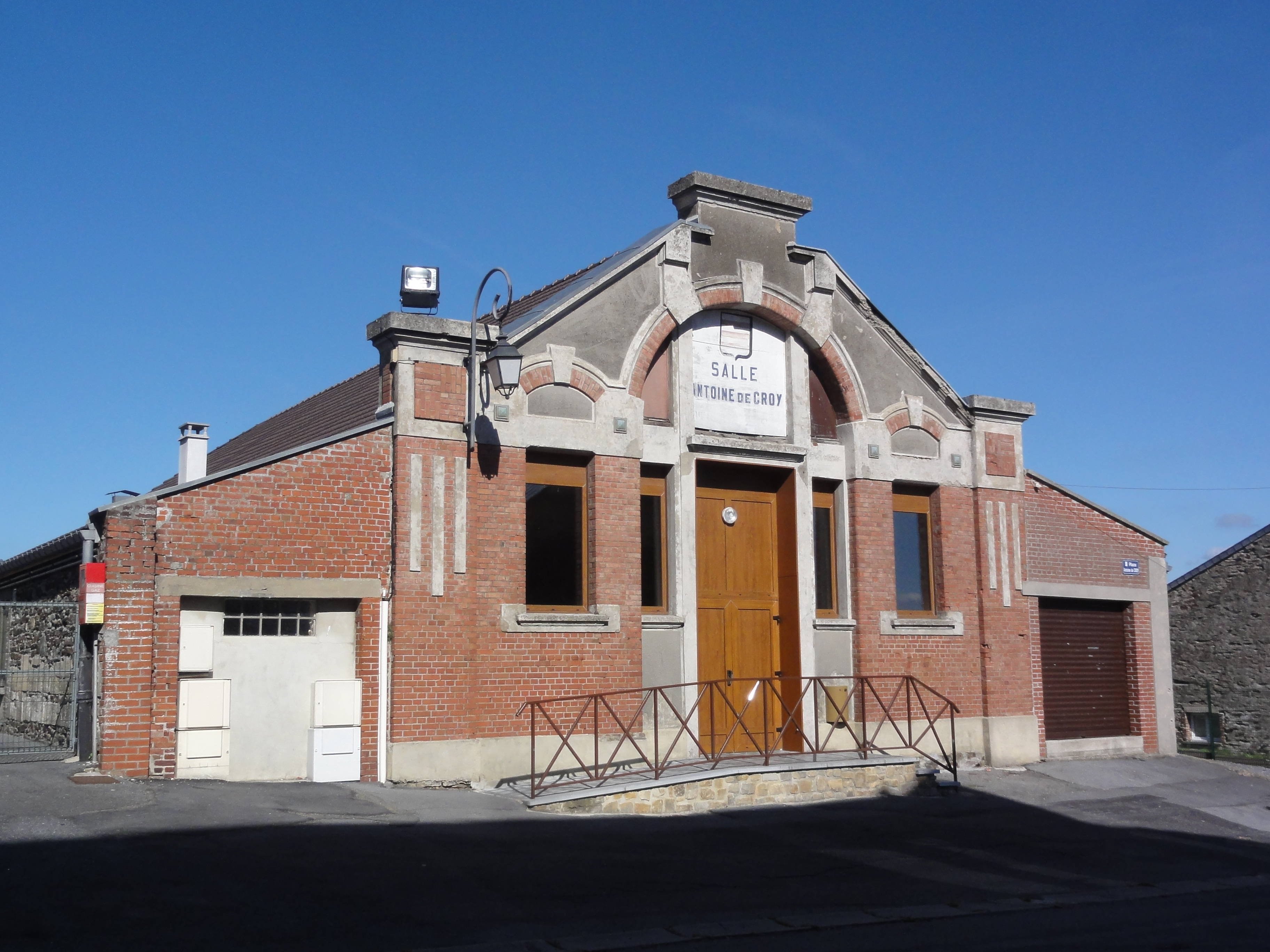
Zaal Antoine de Croy, stichter van Bourg-Fidèle
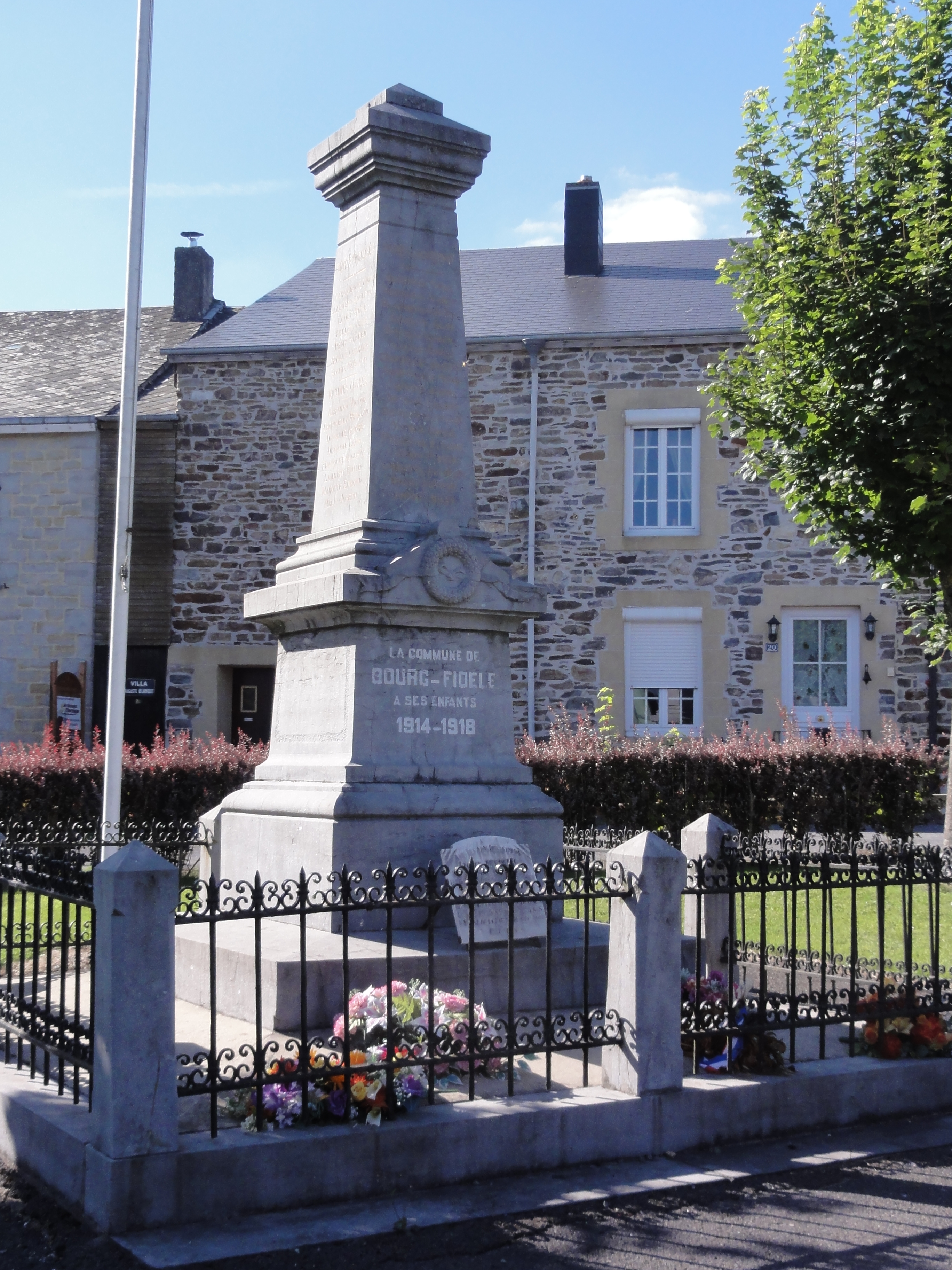
Oorlogsmonument